# (466771) 2015 AF205
(466771) 2015 AF205 es un asteroide perteneciente al cinturón de asteroides, descubierto el 24 de enero de 2006 por el equipo Spacewatch desde el Observatorio Nacional de Kitt Peak (Arizona, Estados Unidos).